# Celia Langa
Celia Langa, cantante madrileña (27 de septiembre de 1933-28 de octubre de 2016)
A los 13 años empezó sus estudios musicales bajo la dirección de Lola Rodríguez Aragón.
Con sólo 16 años hizo su primera aparición pública en el Teatro Español de Madrid junto al celebérrimo Tito Schipa haciendo ya gala de sus cualidades vocales y gran temperamento artístico.
Muy poco después de este gran éxito, estrena la zarzuela de Jesús García Leoz La duquesa del candil y uno de los Cuatro madrigales amatorios de Joaquín Rodrigo, del que también daría a conocer Ausencias de Dulcinea.
Obtuvo el premio "Lucrecia Arana" por unanimidad. Poco después, obtuvo otro importante galardón en el International Muziekconcours de Scheveningen (Países Bajos) que, a la sazón, organizaba Philips Radio.
Muy joven, viajó a Italia con el objeto de perfeccionar su técnica y ampliar su repertorio operístico, y allí permaneció varios años en los que compaginó los estudios con las actuaciones en Milán, Nápoles, Roma y Sicilia, siempre con gran éxito de público y crítica. Precisamente en Roma, en el Teatro Quirino, tuvo la oportunidad de estrenar la ópera Il telefono (The Telephone, or L'Amour à trois, 1947) del maestro Gian Carlo Menotti. Sus creaciones de Madama Butterfly, La traviata, Il trovatore y Cavalleria rusticana dejaron profundamente impresionado a un público que en esa época y en la cuna del bel canto, era tremendamente exigente.
Tras su estancia en Italia, viaja por Europa, y en Toulouse recibe un nuevo galardón.
En Salzburgo fue considerada como una de las más fieles intérpretes de Mozart.
En una corta estancia en Suiza, en la ciudad de Lugano graba en discos Il telefono de Menotti, La finta giardiniera de Mozart y Canciones españolas.
Por fin, a su regreso a España, actúa en el Gran Teatro del Liceo de Barcelona y posteriormente, en Madrid, estrena otra obra de Menotti: La médium.
Poco después, participa en el estreno de la célebre Antología de la zarzuela de José Tamayo Rivas, con la que permaneció 4 años.
Ha sido también titular en las compañías de zarzuela de José de Luna, Juán José Seoane, Antonio Amengual y otras.
Desde su toma de posesión de la cátedra de técnica de canto en la Escuela Superior de Canto de Madrid, alternó las actuaciones con su otra gran pasión, la enseñanza, a la que se dedicó íntegramente desde su retirada de los escenarios.

## Discografía (incompleta)
- La duquesa del candil (Jesús García Leoz) - Columbia, 1949
- Don Manolito (Pablo Sorozábal) - Hispavox, 1958
- El sombrero de tres picos (Manuel de Falla); versión antigua, con partes vocales - EMI, 1992
- Dúos de zarzuelas de Pablo Sorozábal - Hispavox
- El cojo enamorado (Ernesto Halffter) - Hispavox, 1958; reeditado por EMI, 2004